# エミール・クリスチャン・ハンセン

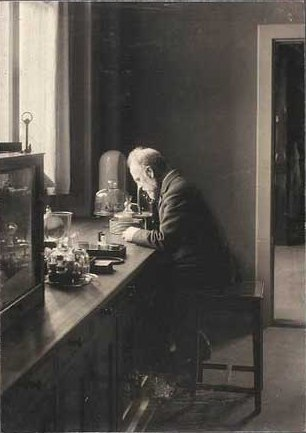
研究所のハンセン

エミール・クリスチャン・ハンセン(Emil Christian Hansen、1842年5月8日-1909年8月27日)は、デンマークの真菌学者、発酵生理学者である。

## 生涯
リーベで生まれ、小説を書くことで自身の学費を稼いだ。1876年には、De danske Gjødningssvampeと題した菌類のエッセイで金メダルを受賞した。コペンハーゲンでの大学生時代には、動物の学者ヤペトゥス・ステーンストロップの下で無給の助手として働いた。1876年、アルフレッド・ヨルゲンセンとともにチャールズ・ダーウィンのThe Voyage of the Beagleをデンマーク語に翻訳した。1879年から1909年まで、カールスバーグ研究所の生理学部門長となった。
コペンハーゲンのカールスバーグ研究所に雇われ、彼は酵母は異なる種類の菌類から構成され、酵母培地は培養できることを発見した。彼は酵母の細胞を単離し、糖の溶液と合わせて多くの酵母を作った。これはSaccharomyces carlsbergensisとして知られ、ラガービールに用いられている。
ハンセンは、ホネタケ科のAnixiopsisを命名した。

## 英訳された著書
- Practical studies in fermentation: being contributions to the life history of micro-organisms, 1896.
- Considerations on Technical Mycology, 1905.[5]